# Giles, Giles & Fripp
Giles, Giles & Fripp è stato un gruppo musicale britannico, composto dai fratelli Peter e Michael Giles con Robert Fripp.

## Storia
I fratelli Giles, Michael (Bournemouth, 1942) e Peter (Bournemouth, 1944), incominciarono la carriera musicale nei gruppi Johnny King and The Raiders (1960 - 1961) e Dave Anthony and The Rebels (1961). Incisero i primi singoli, prodotti da Joe Meek e pubblicati dalla Oriole, con il gruppo The Dowlands Brothers & The Soundtracks (1961 - 1963), la cui musica si ispirava agli Everly Brothers.
Dopo le brevi esperienze con le band The Sands (1963) e The Interns (1963), i Giles cercarono maggiore successo formando i Trendsetter Limited (1964 - 1966), con i quali pubblicarono altri singoli per la Parlophone, la stessa etichetta dei Beatles, e furono in tournée in Europa. Nel 1966 ribattezzarono il gruppo The Trend e l'anno successivo The Brain, sotto questo nome la loro musica abbracciò le nuove tendenze dell'avanguardia di quel tempo, risultando più vivace e satirica, influenzata da free jazz, rock psichedelico e atmosfere da music hall. Il gruppo si dissolse nel 1967.
I due fratelli pubblicarono quindi un annuncio su un giornale locale cercando un organista/cantante ed incominciarono una lunga serie di audizioni. Robert Fripp (Wimborne Minster, 1946) all'epoca suonava nell'orchestra da ballo di un albergo a Bournemouth, subentrato in tale ingaggio al più anziano Andy Summers, futuro chitarrista dei Police. Fripp, pur essendo un chitarrista/non-cantante, rispose all'annuncio ed ottenne un provino per i Giles, ormai esasperati dall'esito vano delle precedenti audizioni.
Di lì a poco i tre si trasferirono a Londra, approntarono uno studio di registrazione di fortuna nel loro appartamento di Brondesbury Road ed incominciarono a scrivere materiale. Nel 1968 ottennero un contratto con la Deram, sotto-etichetta della Decca, e in aprile incominciarono le registrazioni del loro primo ed unico album.
The Cheerful Insanity of Giles, Giles & Fripp vide la luce nel settembre del 1968; il riscontro commerciale fu piuttosto scarso (attorno alle 600 copie vendute) ma la Deram era ancora decisa ad investire nel gruppo e a trarre dei singoli dall'album: i tre unirono allora le forze con il fiatista/tastierista Ian McDonald, la sua fidanzata Judy Dyble (già cantante con i Fairport Convention), ed il poeta Peter Sinfield, col quale McDonald già scriveva canzoni; il gruppo così ampliato approntò alcune nuove canzoni, fra cui She Is Loaded, (Why Don't You Just) Drop In e I Talk To The Wind. La prima restò inedita sino alla riedizione in CD del primo album, le altre due entrarono nel repertorio dei primi King Crimson.
La relazione fra McDonald e la Dyble si concluse subito dopo e la cantante abbandonò il gruppo, per poi unirsi ai Trade Horn. McDonald partecipò assieme a Giles, Giles & Fripp a due apparizioni televisive in playback (tra cui uno spot pubblicitario per la Dunlop), dopodiché gli scarsi risultati della band, e la nuova direzione musicale più sperimentale che Fripp e compagni stavano prendendo, indussero Pete Giles - che più di tutti si era prodigato alla "causa" e che si sentiva stanco di fare il musicista di professione - a lasciare e a tornare al suo lavoro di programmatore informatico. Fripp dapprima si offrì, invano, di andarsene al posto del bassista, poi chiamò a sostituirlo una sua vecchia conoscenza di Bournemouth: Greg Lake, il quale, pur essendo un chitarrista, accettò la richiesta di Fripp di ricoprire il ruolo di bassista/cantante. Il 13 gennaio 1969, Fripp, Sinfield, McDonald, Lake e Mike Giles cominciarono le prove nella cantina di un caffè al 193 di Fulham Palace Road e pochi giorni dopo cambiarono il proprio nome in King Crimson.
Vecchi brani registrati artigianalmente con un Revox F36 usato nel periodo di Brondesbury Road, alcuni dei quali inediti, sarebbero stati pubblicati nel 2001 negli album The Brondesbury Tapes e Metaphormosis, rispettivamente dalla Voiceprint e dalla Tenth Planet.

## Formazione

### Gruppo
- Peter Giles – basso, voce
- Michael Giles – batteria, percussioni, voce
- Robert Fripp – chitarra, mellotron, voce narrante

### Altri musicisti
I seguenti musicisti collaborarono col trio dopo la pubblicazione del primo album:
- Ian McDonald - sax, flauto, pianoforte, voce
- Judy Dyble - voce
- Al Kirtley - pianoforte

## Discografia

### Album in studio
- 1968 - The Cheerful Insanity of Giles, Giles & Fripp

### Raccolte
- 2001 - The Brondesbury Tapes
- 2001 - Metaphormosis

### Singoli
- 1968 One in a Million/Newly Weds
- 1968 Thursday Morning/Elephant Song